# Nicholas Saputra
 (août 2024).
Nicholas Saputra Schubring né le 24 février 1984 à Jakarta, est un acteur et activiste indonésien.

## Biographie

### Enfance et formation
Nicholas Saputra est né d'un père Allemand et d'une mère Indonésienne-Javanaise,,.
Après avoir obtenu son diplôme du lycée SMA Negeri 8 Jakarta (id), Nicholas Saputra poursuit ses études à l'Université d'Indonésie. Il est nommé comme l'un des valedictorians au lycée. Il est titulaire d'un diplôme en architecture de l'Université d'Indonésie,.

### Carrière
Il s'est d'abord fait connaître en 2002 dans le film Ada Apa dengan Cinta? (id).
Il obtient deux prix Citra Award du meilleur acteur en tant que personnage titulaire dans Gie de Riri Riza en 2005 et Meilleur acteur dans un second rôle dans Aruna et son palais d'Edwin en 2018[réf. nécessaire].

## Prises de positions
Nicholas Saputra est également connu comme un activiste consacré aux questions environnementales et conservation ainsi qu'aux droits de l'enfant. Il est producteur exécutif et producteur de plusieurs films environnementaux par l'intermédiaire de sa société de production Tanakhir Films[réf. nécessaire].   
En 2019, Nicholas Saputra est nommé ambassadeur UNICEF pour l'Indonésie.

## Filmographie partielle

### Au cinéma
- 2024 : La Frontière des ombres (Kabut Berduri) d'Edwin : commandant de bataillon